# Jean Stevo
Jean Stevo, né le 28 mai 1914 à Bruxelles et mort en 1974 à Ixelles, est un peintre, graveur, critique d'art et poète belge.

## Biographie
Né le 28 mai 1914 à Bruxelles, Jean Stevo étudie la gravure sous la direction d'Edgard Tytgat à l'Académie royale des beaux-arts de Bruxelles.
Il pratique à ses débuts une peinture qui est d'esprit surréaliste.
Il est ami avec James Ensor, René Magritte, Mesens, Paul Nougé et Marcel Lecomte. Jean Stevo est aussi poète et critique d'art. En tant que graveur, ses techniques comprennent la lithographie, la pointe sèche, la gravure à l'eau-forte et l'aquatinte.
Il expose en 1953 et 1954 au Salon des réalités nouvelles à Paris ainsi qu'à la biennale de Venise en 1954 et 1962.
Jean Stevo meurt en 1974 à Ixelles. Il est inhumé au cimetière de Laeken[réf. non conforme].